# Ngữ hệ Fas
Ngữ hệ Fas là một hệ ngôn ngữ nhỏ ở Papua New Guinea.

## Phân loại
Dù ngữ hệ này chỉ có đúng hai ngôn ngữ với quan hệ gần, tiếng Baibai và tiếng Fas (với tỉ lệ từ vựng cùng gốc 40%), từng có lầm lẫn lớn về những ngôn ngữ thành viên, có lẽ là do sai lầm của (Loving & Bass 1964) trong tài liệu phân loại ban đầu. Tên ban đầu của hệ là Fas, nhưng Laycock (1975) đổi nó sang Baibai khi ông chuyển nhầm tiếng Fas qua ngữ hệ Kwomtari.
Một vài trường hợp đối ứng âm vị dễ thấy (Baron 1983:21 ff):
| Trường hợp   | Tiếng Fas | Tiếng Baibai | Nghĩa           |
| ------------ | --------- | ------------ | --------------- |
| *mb → ʙ, mb  | mɛʙəkɛ    | mɛmbəkɛ      | "sao"           |
| *nd → k, ɾ   | kəmas     | ɾəmas        | "cúi, khom"     |
| đảo âm k–f*  | kafəki    | ɾaɾəfi       | "thuốc lá"      |
| *k → mất, *k | kɛj       | ɾɛɡi         | "tay" (< *ɾɛki) |

Sự biến đổi ít gặp *nd thành /k/ (qua *hr) cũng xuất hiện trong ngữ hệ Bewani và một số ngôn ngữ Vanimo.
Hiện tượng đảo âm */k/–/f/ vẫn hiển hiện trong tiếng Fas. Hiện tượng đảo âm /s/–/f/ và /s/–/m/ cũng đã được phục dựng.
*/k/ mất đi trong trường hợp nhất định.
Baron thấy rằng nét tương đồng giữa ngữ hệ Fas và ngữ hệ Kwomtari không hề lớn hơn với giữa những hệ khác lân cận, và do vậy nghi ngờ sự tồn tại của siêu hệ Kwomtari–Fas.